# Collotheca lettevalli
Collotheca lettevalli är en hjuldjursart som beskrevs av Berzinš 1976. Collotheca lettevalli ingår i släktet Collotheca och familjen Collothecidae. Arten är reproducerande i Sverige. Inga underarter finns listade i Catalogue of Life.